# Antoni Maria Alcover i Sureda
Antoni M. Alcover i Sureda (n. 2 februarie 1862, Manacor, Insulele Baleare⁠(d), Spania – d. 8 ianuarie 1932, Palma, Insulele Baleare⁠(d), Spania) a fost un scriitor catalan.

## Biografie
S-a născut pe 2 februarie 1962, la ferma Santa Cirga din Manacor, într-o familie de țărani. Și-a trăit primii ani din viață după obiceiurile tradiției rurale mallorquine, într-un mediu tipic sătesc și profund religios. În 1877, la vârsta de cincisprezece ani, a plecat la Palma pentru a intra la seminarul teologic.
Din tinerețe s-a remarcat prin talentul la scris, care îi permitea să creeze la fel de bine o istorioară, un articol pe teme de actualitate sau poezii improvizate. În 1888 a fost numit titular la Catedra de Istorie Ecleziastică a seminarului, apoi și-a luat diploma în teologie, iar în 1898 a fost numit vicar general; mai târziu, avea să primească titlul de canonic.
A făcut cunoștință cu cei mai de seamă contemporani ai săi din lumea literelor și a erudiției, fapt care i-a dezvăluit posibilitățile literare ale limbii sale materne, catalana; puțin câte puțin, a descoperit comoara imensă a vocabularului și a formelor idiomatice, ascunsă în spiritul sătenilor, care izvora din gura poporului umil și analfabet. Antoni M. Alcover  a fost uluit și profund mișcat de descoperirea tezaurului pe care îl constituie „rondalles”, basmele mallorquine, cântecele și sutele de cuvinte și expresii. De atunci, a început să culeagă o cantitate enormă de basme, semnate cu pseudonimul Jordi des Racó, publicate de numeroase ori, de la scurtă vreme după scriere până în prezent. Apariția culegerii de Rondalles Mallorquines a fost elogiată de oameni de litere și filologi ca francezul Frédéric Mistral sau italianul Giuseppe Pitré.
Puțin câte puțin, s-a specializat în filologie romanică și a călătorit  în toate zonele unde se vorbește catalana: Valencia, Aragon, Tarragona, partea franceză a Cataloniei, Menorca... Țelul său era să alcătuiască un Dicționar al limbii catalane, cu toate cuvintele vechi și moderne, din limba vorbită și scrisă. A călătorit prin Europa – Germania, Franța, Elveția, Belgia, Anglia, Italia etc. – pentru a lua legătura cu cei mai buni filologi și romaniști ai vremii.
În decembrie 1901 a apărut Bolletí del Diccionari de la Llengua Catalana, prima revistă de filologie din Spania, a cărei lansare a avut un ecou marcant printre romaniști ca francezul Pierre Vidal, germanul Wilhelm Meyer-Lübke sau spaniolul Ramón Menéndez Pidal. Antoni M. Alcover a fost unul dintre cei mai de seamă investigatori și savanți din domeniul filoloiei romanice din Europa vremurilor sale. Cu ajutorul lui Francesc de Borja Moll, a reușit să dea tiparului El Diccionari Català-Valencià-Balear, o operă rămasă unică în Europa până în ziua de azi. Pentru această realizare și pentru imensa sa capacitate de muncă, prin care s-a distins în toate domeniile pe care le-a abordat, a ajuns să fie numit Apostolul Limbii Catalane. A murit la Palma, pe 8 ianuarie 1932.
Basmele mallorquine ale lui Antoni M. Alcover
„Rondalles” sunt narațiuni populare care îmbină elemente fantastice cu date reale și legende. Situațiile și personajele care apar în ele se situează de obicei într-un spațiu și timp nedeterminate și se întâlnesc uneori și la alte popoare și culturi. Au un caracter anonim și, odinioară, se transmiteau pe cale orală din generație în generație. Ca un tot, țin de patrimoniul colectiv al rădăcinilor noastre indo-europene.
Mallorca este un pământ bogat în tradiții și basme populare – de aceea, Antoni M. Alcover a cules, mergând din sat în sat, peste patru sute de basme semnate de el, care s-au publicat în numeroase rânduri din 1886 până azi, fără întreruperi. Pentru această operă de culegere și publicare a basmelor populare, se numără printre cei dintâi folcloriști europeni, alături de Andersen sau frații Grimm.
Comoara pe care o reprezintă basmele mallorquine a trezint de la început interesul atât în Mallorca cât și în afara ei, motiv pentru care au fost traduse în spaniolă, germană, engleză, franceză, română, cehă și rusă.
„Rondalles” se pretează la numeroase lecturi și mii de abordări: de divertisment, de transmitere a valorilor și a culturii, sau de educație, deoarece prezintă un model de societate bazat pe respectul față de cei mai în vârstă și față de cei mai slabi, pe buna educație și pe valori universale ca răbdarea, modestia, curajul sau inteligența. În ele, cei care știu să asculte ajung pe culm, indiferent de mediul de unde vin sau de greutățile întâlnite pe drum.
Prin „rondalles”, putem privi lumea din perspectiva tipic mallorquină, care ne identifică și ne unește ca popor și, în același timp dintr-o perspectivă universală a conviețuirii, a respectului și a înțelegerii. Sunt o poartă deschisă: sunt atractive, plac tuturor categoriilor de public, mari și mici, nu au nici contraindicații nici limite de vârstă ci, dimpotrivă, amuză și învață. Încă le mai avem, mulțumită efortului și dăruirii lui Antoni M. Alcover și iubirii sale pentru țara și mediul în care trăia. Fără el, această comoară care a ajuns la noi pe care orală din generație în generație s-ar fi pierdut și ar fi de nerecuperat.
Din toate aceste motive, acordăm o valoare deosebită studiului basmelor mallorquine, atât la nivel didactic-educativ cât și pentru divertisment pur și simplu. Rezultatele sunt întotdeauna pozitive și ne vor ajuta, fără îndoială, să devenim oameni mai buni.